# Meridià 68 a l'oest
El meridià 68 a l'oest de Greenwich és una línia de longitud que s'estén des del pol Nord travessant l'oceà Àrtic, Groenlàndia, Amèrica del Sud, l'oceà Atlàntic, l'oceà Antàrtic, i l'Antàrtida fins al pol Sud.
El meridià 68 a l'oest forma un cercle màxim amb el meridià 112 a l'est. Com tots els altres meridians, la seva longitud correspon a una semicircumferència terrestre, uns 20.003,932 km. Al nivell de l'Equador, és a una distància del meridià de Greenwich de 7.570 km.

## De Pol a Pol
Començant en el pol Nord i dirigint-se cap al pol Sud, aquest meridià travessa:
| Coordenades                             | País, territori o mar | Notes |
| --------------------------------------- | --------------------- | --- |
| 90° 0′ N, 68° 0′ O / 90.000°N,68.000°O  | Oceà Àrtic            | |
| 83° 10′ N, 68° 0′ O / 83.167°N,68.000°O | Mar de Lincoln        | |
| 82° 58′ N, 68° 0′ O / 82.967°N,68.000°O | Canadà                | Nunavut — Ellesmere |
| 80° 47′ N, 68° 0′ O / 80.783°N,68.000°O | Estret de Nares       | |
| 79° 4′ N, 68° 0′ O / 79.067°N,68.000°O  | Groenlàndia           | |
| 76° 3′ N, 68° 0′ O / 76.050°N,68.000°O  | Badia de Baffin       | |
| 69° 24′ N, 68° 0′ O / 69.400°N,68.000°O | Canadà                | Nunavut — Illa Aulitivik, Illa de Baffin |
| 62° 12′ N, 68° 0′ O / 62.200°N,68.000°O | Estret de Hudson      | |
| 60° 35′ N, 68° 0′ O / 60.583°N,68.000°O | Canadà                | Nunavut — Illa Akpatok |
| 60° 17′ N, 68° 0′ O / 60.283°N,68.000°O | Badia d'Ungava        | |
| 58° 34′ N, 68° 0′ O / 58.567°N,68.000°O | Canadà                | Quebec |
| 49° 17′ N, 68° 0′ O / 49.283°N,68.000°O | Riu Sant Llorenç      | |
| 48° 40′ N, 68° 0′ O / 48.667°N,68.000°O | Canadà                | Quebec — Nova Brunswick — des de 48° 0′ N, 68° 0′ O / 48.000°N,68.000°O |
| 47° 13′ N, 68° 0′ O / 47.217°N,68.000°O | Estats Units          | Maine |
| 44° 24′ N, 68° 0′ O / 44.400°N,68.000°O | Oceà Atlàntic         | Passa a l'oest de l'illa de Mona, Puerto Rico (a 18° 5′ N, 67° 56′ O / 18.083°N,67.933°O) |
| 18° 30′ N, 68° 0′ O / 18.500°N,68.000°O | Mar Carib             | Passa a l'est de l'illa de Bonaire, Països Baixos (a 12° 12′ N, 68° 11′ O / 12.200°N,68.183°O) · Passa a l'oest de l'Arxipèlag Las Aves, Veneçuela (a 11° 59′ N, 67° 40′ O / 11.983°N,67.667°O) |
| 10° 29′ N, 68° 0′ O / 10.483°N,68.000°O | Veneçuela             | Passa a través de Valencia (Carabobo) a 10° 11′ N, 68° 0′ O / 10.183°N,68.000°O |
| 6° 12′ N, 68° 0′ O / 6.200°N,68.000°O   | Colòmbia              | |
| 1° 45′ N, 68° 0′ O / 1.750°N,68.000°O   | Brasil                | Amazones Acre — des de 9° 20′ S, 67° 56′ O / 9.333°S,67.933°O |
| 10° 39′ S, 68° 0′ O / 10.650°S,68.000°O | Bolívia               | Passa a l'est de La Paz (a 16° 29′ N, 68° 8′ O / 16.483°N,68.133°O) |
| 22° 2′ S, 68° 0′ O / 22.033°S,68.000°O  | Xile                  | |
| 24° 18′ S, 68° 0′ O / 24.300°S,68.000°O | Argentina             | |
| 50° 3′ S, 68° 0′ O / 50.050°S,68.000°O  | Oceà Atlàntic         | |
| 53° 34′ S, 68° 0′ O / 53.567°S,68.000°O | Argentina             | Illa Gran de Tierra del Fuego |
| 54° 53′ S, 68° 0′ O / 54.883°S,68.000°O | Xile                  | Illa de Navarino |
| 55° 14′ S, 68° 0′ O / 55.233°S,68.000°O | Oceà Pacífic          | |
| 55° 32′ S, 68° 0′ O / 55.533°S,68.000°O | Xile                  | Illa Hoste |
| 55° 41′ S, 68° 0′ O / 55.683°S,68.000°O | Oceà Pacífic          | Passa a l'oest de l'illa Hermite, Xile (a 55° 50′ S, 67° 50′ O / 55.833°S,67.833°O) |
| 60° 0′ S, 68° 0′ O / 60.000°S,68.000°O  | Oceà Antàrtic         | |
| 66° 40′ S, 68° 0′ O / 66.667°S,68.000°O | Antàrtida             | Illa Adelaida — reclamat per Argentina, Xile i the Regne Unit |
| 67° 26′ S, 68° 0′ O / 67.433°S,68.000°O | Oceà Antàrtic         | Badia de Margarita |
| 69° 8′ S, 68° 0′ O / 69.133°S,68.000°O  | Antàrtida             | Antàrtida Argentina, reclamat per Argentina · Territori Antàrtic Xilè, reclamat per Xile · Territori Antàrtic Britànic, reclamat per Regne Unit                                                 |